# أذر منصوري
آذر منصوري (1964-)، سياسية إصلاحية إيرانية، وعضو مؤسس في حزب اتحاد الشعب الإسلامي الإيراني والأمين العام للحزب. وهي أيضًا عضو بارز في جبهة المشاركة الإسلامية الإيرانية. كانت منصوري ناشطة في حملة المليون توقيع، وتعتبر من رواد المنظمات غير الحكومية الإيرانية العاملة في مجال حقوق المرأة. تم استبعادها من الانتخابات التشريعية الإيرانية لعام 2008، واعتقلتا في أعقاب الاحتجاجات التي أعقبت الانتخابات في عام 2009.